# Torrelodones
Torrelodones est une commune de la communauté de Madrid, en Espagne. La ville est située à 29 km de Madrid. Les habitants de cette ville possèdent un des revenus les plus élevés par habitant dans la Communauté de Madrid.
Les services, la restauration et la construction représentent ses principales activités économiques.

## Personnalités liées à la ville
- Clara Lago (1990-), actrice[2].